# Río Renaico
Le río Renaico est une rivière qui enjambe la frontière entre les régions de Biobío et de l'Araucanie au Chili. Elle prend sa source sur le flanc nord-ouest de la Cordillère de Pemehue, un éperon occidental des Andes, au nord du volcan Tolguaca. Dans son cours supérieur, la rivière longe les frontières est et nord de la réserve nationale de Malleco. Le río Renaico rejoint le río Vergara 7 km en aval de la ville de Renaico.